# 克魯戈列齊
50°5′45″N 26°6′30″E / 50.09583°N 26.10833°E
克魯戈列齊（烏克蘭語：Круголець），是烏克蘭的村落，位於該國西部捷爾諾波爾州，由克列梅涅茨區負責管轄，始建於1703年，面積1.7平方公里，2001年人口295，人口密度每平方公里174.6人。